# Monsenhor
Monsenhor é um título eclesiástico de honra conferido pelo Papa a sacerdotes da Igreja Católica por serviços prestados à Igreja ou pelo exercício de funções eclesiásticas de governo ou de diplomacia. O título é normalmente abreviado por "Mons.".
Desde a reforma de Paulo VI o título de Monsenhor integra três classes: Protonotário Apostólico, Prelado de Honra e Capelão de Sua Santidade.

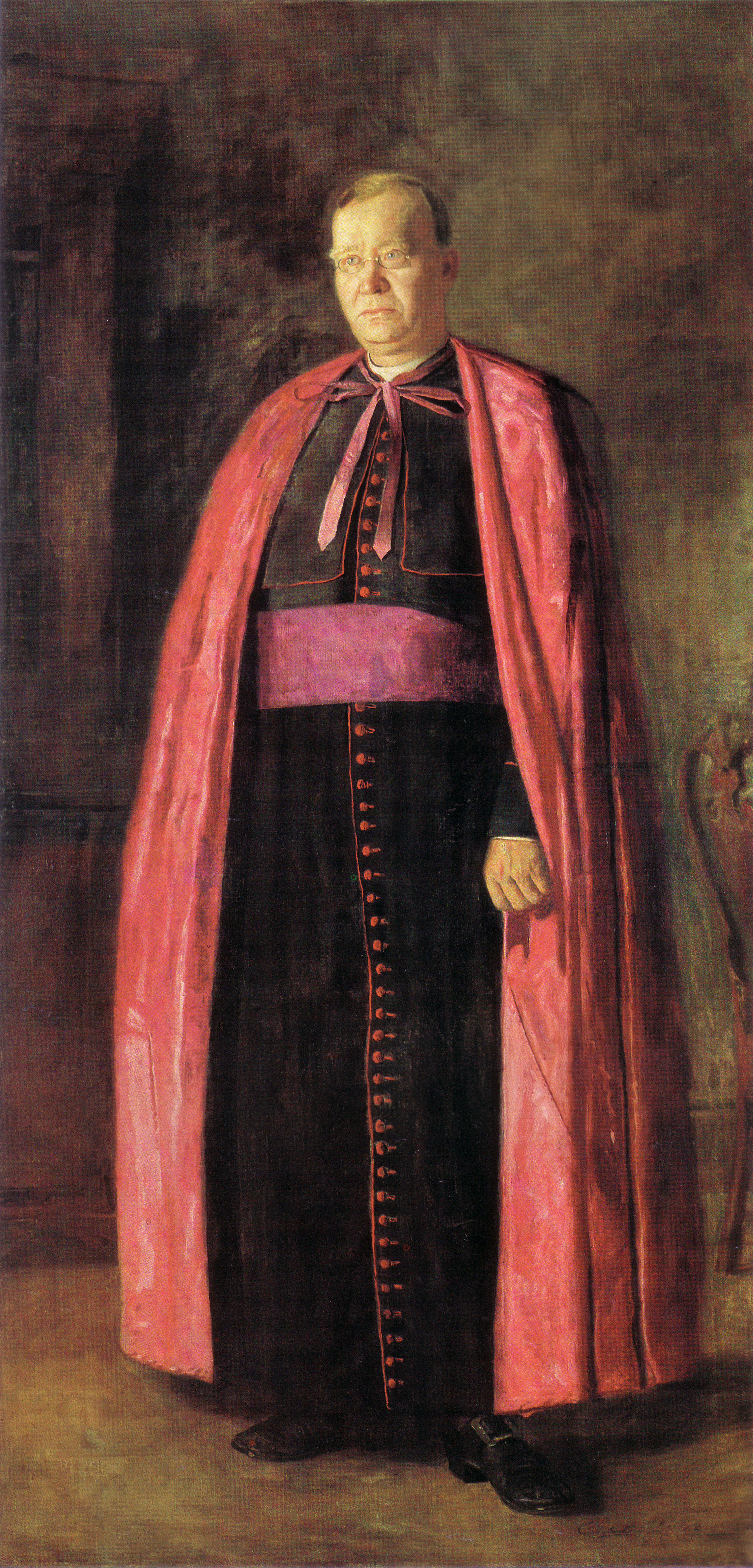
Retrato do Monsenhor James F. Loughlin. A vestimenta eclesiástica dos padres denominados Monsenhor é semelhante à dos bispos.

O título de Monsenhor é habitualmente concedido pelo Papa ao clero infra-episcopal da Santa Sé que exerça altas funções de governo na Cúria Romana ou funções diplomáticas nas Nunciaturas Apostólicas. É também concedido ao clero diocesano (nunca regular ou religioso) por proposta de cada Bispo por intermédio das Nunciaturas Apostólicas; as propostas são depois avaliadas pela Santa Sé segundo vários critérios, incluindo requisitos de idade. O Papa Francisco aumentou para 65 anos a idade mínima para a concessão do título por proposta dos Bispos Diocesanos. O número total de Monsenhores de uma Diocese não pode ultrapassar 10% do clero diocesano.
Pouco depois da sua eleição em Março de 2013 o Papa Francisco anunciou a suspensão da concessão dos títulos de Monsenhor, com excepção dos diplomatas da Santa Sé. Em Dezembro de 2013 o Papa Francisco anunciou que não mais serão concedidos os títulos das duas primeiras classes (Protonotário Apostólico e Prelado de Honra) ao clero diocesano por proposta dos respectivos Bispos, mas somente o de Capelão de Sua Santidade. Os títulos anteriormente concedidos a Clérigos ou a Cabidos mantêm-se em vigor. Também ficaram sem alteração as ordens de cavalaria concedidas a clérigos e leigos, bem como a concessão a clérigos e leigos das medalhas Pro Ecclesia et Pontifice e Benemerenti. Foram também mantidas as dignidades locais, como o título de Cónego.
O título de Monsenhor é concedido durante munere (enquanto exercer o cargo ou se dele ficar com dignidade emérita) ao Vigário-Geral de cada Diocese, o qual é nomeado pelo Bispo Diocesano. Na reforma do Papa Francisco efectuada em 2013 o título de Monsenhor continua a ser concedido por inerência aos Vigários-Gerais e a detentores de outros altos cargos, particularmente na Cúria Romana. Ao longo dos séculos foi concedido a vários Cabidos o privilégio de todos ou alguns dos seus Cónegos terem por inerência os títulos de Protonotário Apostólico, Prelado de Honra ou Capelão de Sua Santidade.

## História
O título de Monsenhor foi criado no século XVII por Urbano VIII (pontificado de 1623 a 1644), com várias classes que foram posteriormente alargadas por diversos Papas.
Antes de 1968 existiam 14 classes de Monsenhor, incluindo 4 graus de Protonotários Apostólicos, 1 grau de Prelados Domésticos, 4 graus de Camareiros de Sua Santidade e 5 graus de Capelães de Sua Santidade. Existiam também Monsenhores na Sé Patriarcal de Lisboa.

### Protonotários Apostólicos
Um Protonotário Apostólico é um membro, efectivo ou de honra, da Cúria Romana.
Na Roma antiga havia sete regiões notariais. Com o desenvolvimento da administração pontifícia, essas sete regiões tornaram-se os palácios notariais da Chancelaria Papal. Na idade média os Protonotários Apostólicos eram oficiais pontifícios de alto nível, por vezes elevados diretamente ao cardinalato; contudo a sua importância foi diminuindo gradualmente.
Desde o século XVI os Papas nomearam Protonotários Apostólicos titulares ou honorários. Em 8 de fevereiro de 1838 o Papa Gregório XVI restabeleceu o Colégio Real de Protonotários com sete membros chamados “Protonotários Numerários (protonotarii de numero participantium, em latim).
O Papa Pio X aprovou quatro classes de Protonotários Apostólicos em 1905, três das quais eram designações puramente honoríficas. Um Protonotário Apostólico era autorizado a usar as vestes de um bispo ("pontificais") em certas circunstâncias. Nos países de língua inglesa eles adicionam P.A. (Protonotarius Apostolicus) após o nome.

### Prelados Domésticos
Prelados eram dignitários eclesiásticos que exerciam alguma jurisdição por direito do seu ofício, tais como autoridades eclesiásticas que desempenhavam a direção de uma Prelatura ou Prelazia. Os membros da corte ou residência papal eram considerados prelados honoríficos, embora sem jurisdição. Em especial, o título de Prelado Doméstico era conferido a certos sacerdotes, por reconhecimento papal.

### Camareiro de Sua Santidade
O título de Camareiro de Sua Santidade ou Camareiro Papal era uma das mais importantes honras concedidas a um leigo católico pelo Papa, sendo comumente atribuído aos membros de famílias nobres. Era uma função honorífica, mas o Camareiro servia o Papa pelo menos uma semana por ano durante as cerimónias pontifícias oficiais.

### Capelão de Sua Santidade
O título de Capelão de Sua Santidade ou Capelão Papal era uma importante honra concedida somente a sacerdotes. Na atualidade o capelão de sua santidade é o monsenhor Diego Giovanni Ravelli.

## Reforma de Paulo VI
No seguimento do Concílio Vaticano II várias mudanças nos graus dos Monsenhores foram conduzidas pelo Papa Paulo VI, através do Motu Proprio Pontificalis Domus publicado em 28 de março de 1968. Os Protonotários Apostólicos foram classificados em Numerários e Supranumerários. Os Prelados Domésticos foram renomeados como Prelados de Honra de Sua Santidade. Os Camareiros e Capelães Papais foram agrupados e denominados Capelães de Sua Santidade. Os Camareiros Papais tinham a sua nomeação revogada automaticamente com a morte do Papa que os tinha nomeado (salvo confirmação do sucessor), o que foi eliminado por Paulo VI.

## Classes de Monsenhores

### Classes de Monsenhores
Como resultado da reforma de Paulo VI os Monsenhores têm as seguintes classes, em ordem decrescente de precedência:
- Protonotários Apostólicos:
  - Numerários (são os mais importantes e raros, continuando restritos a sete)
  - Supranumerários (os mais comuns Protonotários Apostólicos encontrados fora de Roma)
- Prelados de Honra de Sua Santidade (antigos Prelados Domésticos antes da reforma)
- Capelães de Sua Santidade (antigos Camareiros e Capelães Papais antes da reforma; o grau mais numeroso)

Com a reforma de Paulo VI a Secretaria de Estado da Santa Sé estabeleceu os seguintes requisitos de idade e de funções sacerdotais:
- Protonotário Apostólico Supranumerário: 55 anos de idade e 20 anos de sacerdócio
- Prelado de Honra: 45 anos de idade e 15 anos de sacerdócio
- Capelão de Sua Santidade: 35 anos de idade e 10 anos de sacerdócio

Em dezembro de 2013 o Papa Francisco aumentou para 65 anos a idade mínima e restringiu ao título de "Capelão de Sua Santidade" a concessão do título de Monsenhor a sacerdotes diocesanos "extra urbem" por proposta dos Bispos Diocesanos. As nomeações para as três categorias de distinções continuam a ser concedidas a funcionários da Cúria Romana e do serviço diplomático da Santa Sé, e não houve qualquer revogação de privilégios concedidos a certos órgãos, como capítulos de cânones ou os Capelães do Soberano Ordem de Malta onde todos ou alguns de seus membros têm o título de Protonotário Apostólico, Prelado Honorário ou Capelão de Sua Santidade.

### Protonotários Apostólicos Numerários
Os Protonotários Apostólicos Numerários são actualmente os seguintes:
| Ordem | Nome                      | Data de Nascimento     | Nomeação              | Pontificado        |
| ----- | ------------------------- | ---------------------- | --------------------- | ------------------ |
| 1     | Mons. Marcello Rossetti   | 7 de março de 1932     | 18 de agosto de 1975  | Papa Paulo VI      |
| 2     | Mons. Leonardo Erriquenz  | 16 de outubro de 1931  | 24 de agosto de 1999  | Papa João Paulo II |
| 3     | Mons. Francesco Di Felice | 11 de julho de 1934    | 2 de dezembro de 2008 | Papa Bento XVI     |
| 4     | Mons. Leonardo Sapienza   | 18 de novembro de 1958 | 14 de janeiro de 2013 | Papa Bento XVI     |
| 5     | Mons. Franco Piva         | 1938                   | 18 de junho de 2015   | Papa Francisco     |
| 6     | Mons. William V. Millea   | 29 de julho de 1952    | 2 de julho de 2018    | Papa Francisco     |
| 7     | Vacante                   |                        |                       |                    |

Os Protonotários Apostólicos Numerários continuam o trabalho do Colégio dos Protonotários e ainda hoje procedem à expedição e autenticação dos documentos papais.

## Tratamento dos Monsenhores
Antes de 1969 os Monsenhores das classes mais elevadas tinham o tratamento de Ilustríssimo e Reverendíssimo Monsenhor, enquanto os restantes tinham o tratamento de Reverendíssimo Monsenhor.
Em 1969 uma instrução da Secretaria de Estado simplificou as formas de tratamento dos Monsenhores. A generalidade dos Monsenhores passou a usar o tratamento de Reverendo Monsenhor, ficando o tratamento de Reverendíssimo Monsenhor reservado aos Protonotários Apostólicos Numerários.

## Vestes dos Monsenhores
As vestes dos Monsenhores também foram simplificadas em 1969.
Os Protonotários Apostólicos Numerários (e outros Prelados superiores dos Dicastérios da Cúria Romana que não são Bispos) usam batina negra com filamentos vermelhos e com faixa violeta, igual à usada pelos Bispos menos a peregrineta (pequena sobrecapa), podendo usar solidéu negro com filamentos violetas e, em cerimónias solenes, o ferraiuolo (capa violeta de seda). As vestes corais são violetas, sobre as quais usam em ocasiões solenes a mantelletta violeta, podendo usar biretta negra com borla vermelha.
Os Protonotários Apostólicos Supranumerários usam batina negra com filamentos vermelhos e com faixa violeta, podendo usar solidéu negro com filamentos violetas e, em cerimónias solenes, o ferraiuolo (capa violeta de seda). As vestes corais são violetas e a biretta negra com borla violeta.
Os Prelados de Honra usam batina negra com filamentos vermelhos e com faixa violeta, podendo usar solidéu negro com filamentos violetas. As vestes corais são violetas e a biretta negra com borla violeta.
Os Capelães de Sua Santidade usam batina negra com filamentos violetas e com faixa violeta, podendo usar solidéu negro. As vestes corais são negras com filamentos violetas e a biretta negra com borla violeta.

## Heráldica
As insígnias dos brasões dos Monsenhores são as seguintes:
| Brasão | Hierarquia                               | Ornamentos Exteriores |
|        | Protonotário Apostólico Numerário        | Os 7 Protonotários Apostólicos Numerários usam no brasão o galero violeta com 20 borlas púrpuras. Também usam as mesmas insígnias os Juízes Auditores do Tribunal da Rota Romana, o Promotor-Geral de Justiça e o Defensor do Vínculo do Supremo Tribunal da Assinatura Apostólica e os 4 Clérigos da Câmara Apostólica. Até o título ser abolido os Prelados di Fiochetto também usavam no brasão estas insígnias. |
|        | 'Protonotário Apostólico Supranumerário' | Os Protonotários Apostólicos Supranumerários usam no seu brasão o galero violeta com 12 borlas púrpuras. |
|        | Prelado de Honra de Sua Santidade        | Os Prelados de Honra de Sua Santidade usam no seu brasão o galero violeta com 12 borlas. |
|        | Capelão de Sua Santidade                 | Os Capelães de Sua Santidade usam no brasão o galero negro com 12 borlas violetas. |

## Monsenhores Titulares
Protonotários Apostólicos Numerários Titulares
Outros clérigos superiores da Cúria Romana que não são Bispos são tratados como Protonotários Apostólicos Numerários Titulares:
- Os Juízes Auditores do Tribunal da Rota Romana
- O Promotor-Geral de Justiça e o Defensor do Vínculo do Supremo Tribunal da Assinatura Apostólica
- Os 4 Clérigos da Câmara Apostólica

Juntamente com os Protonotários Apostólicos Numerários efectivos os titulares são referidos como Prelati di mantelletta devido ao privilégio do uso da mantelletta.
Os Protonotários Apostólicos Numerários titulares têm o mesmo tratamento e usam as mesmas vestes que os efectivos.
Os Bispos Eleitos (isto é nomeados) recebem também o título e tratamento de Monsenhor (do grau de Protonotário Apostólico Numerário Titular) desde a nomeação até à ordenação episcopal.
Protonotários Apostólicos Supranumerários Titulares
Desde o Papa São Pio X que os Vigários-Gerais e os Vigários Capitulares (estes hoje designados por Administradores Diocesanos, durante as Sede Vacante das Dioceses) gozam durante munere (equanto exercerem o cargo ou após o exercício caso conservem a dignidade emérita) do título de Monsenhor como Protonotários Apostólicos Supranumerários titulares. Têm o mesmo tratamento dos Protonotários Apostólicos Supranumerários efectivos mas não usam as mesmas vestes, usando antes batina preta com faixa negra bordada e biretta negra bordada com borla negra (antes da reforma de Paulo VI usavam também mantelletta negra); também não usam os mesmos elementos heráldicos nos respectivos brasões, mas antes o galero negro com 6 borlas.